# Кальницький Михайло Борисович
Михайло Борисович Кальницький (нар. 13 липня 1958, Вінниця, Українська РСР, СРСР) — києвознавець, історик, літератор, журналіст.

## Біографія
Народився 1958 року у Вінниці в родині київського інженера. У 1975 році закінчив київську середню школу № 38 імені Валерія Молчанова, нині ліцей.
Після закінчення в 1981 році електротехнічного факультету Київського політехнічного інституту до 1997 року працював інженером. Надалі його професією стало дослідження історії Києва, розпочате ще в шкільні роки.
Учасник численних історичних, краєзнавчих, культурологічних наукових конференцій.
Активно займається вивченням та охороною культурної спадщини Києва та України. Входить до складу Головної ради Українського товариства охорони пам'яток історії та культури.
Член редколегії та автор значної кількості статей тому «Київ» Зводу пам'яток історії та культури України (три книги тому видані у 1999, 2004 та 2011 роках).
Проводив пошук архівних матеріалів для проєктів реставрації та відтворення історичних будівель Києва (комплекс Михайлівського Золотоверхого монастиря, Миколаївський собор Покровського монастиря, Різдвяна церква на Подолі, Кловський палац та ін.)
Член комісії з питань найменувань та пам'ятних знаків Київської міської державної адміністрації.
Почесний доктор Науково-дослідного інституту теорії та історії архітектури і містобудування (1999 р.).
Регулярно бере участь у теле- і радіопередачах з питань минулого і сьогодення столиці Україні.

## Захоплення
Колекціонує літературу, поштові листівки, інші матеріали з історії Києва. Бере участь в історичних реконструкціях (наполеонівська епоха).

## Публікації

### Публікації в періодичних виданнях
Перша публікація на історичну тему — допис «Маловідома адреса» в міській газеті «Прапор комунізму» від 21 квітня 1983 року.
Підготував понад дві тисячі журнальних та газетних матеріалів. Основні теми: історія місцевостей, вулиць та споруд Києва; архітектура Києва; видатні люди в Києві; історія правових установ та підприємництва; юдаїка; Київ у кінематографі; Київський некрополь. У різні роки — постійний автор журналів «Власть денег», «Дом-Індекс», «Контракты», «Мир денег», «Нотаріат для Вас», «Янус-Нерухомість», газет «Вечірній Київ», «Возрождение», «Газета по-киевски», «Киевские ведомости», «Комсомольская правда в Украине» та ін.
Значна частина публікацій розміщена на різних Інтернет-ресурсах.

### Книги
- М. Кальницкий «Подол» (1996) (рос.)
- М. Кальницкий «Синагога Киевской иудейской общины». 5656-5756 (1996) (рос.)
- М. Кальницкий «Верхний город» (1998) (рос.)
- М. Кальницкий, В. Киркевич, М. Грицик «Київ: Туристичний путівник» (2001 — українською та англійською мовами) (укр.) (англ.)
- М. Кальницкий, А. Григорук «Прогулка по Киеву» (1-е вид. — 2002, вид. «Балтія-Друк», видана також окремо англійською та німецькою мовами). Путівник визнаний найкращим туристичним виданням року в Україні і зайняв перше місце в IV Всеукраїнському рейтингу «Книжка року 2002» (номінація «Визитівка»). (рос.)(англ.)(нім.)
- М. Кальницкий, Э. Лесовой «Галицкая синагога: прошлое, настоящее, будущее» (2004 — російською, українською, англійською мовами та івритом)(рос.) (укр.) (англ.) (івр.)
- М. Кальницкий, В. Киркевич «Киев. Семь прогулок по столице Украины» (2006) (рос.)
- М. Кальницкий, В. Суворов «Київпроект: 70 років» (2007)
- М. Кальницкий «Нариси історії нотаріату України» (2008)
- М. Кальницкий «Прогулка по Киеву» (2-е вид. — 2009) (рос.)
- М. Кальницкий «Храми Києва» (1-е вид. — 2006, 2-е вид. — 2011)
- М. Кальницкий «Бизнес и бизнесмены» (2011, книга I серії «Киевские истории» вид. «ВАРТО») (рос.)
- М. Кальницкий «Еврейские адреса Киева» (2012) (рос.)
- М. Кальницкий «Зодчество и зодчие» (2012, книга II серії «Киевские истории» вид. «ВАРТО») (рос.)
- Забудова Києва доби класичного капіталізму, або Коли і як місто стало європейським / За заг. ред. М. Б. Кальницького, Н. М. Кондель-Пермінової. — Київ: Сидоренко В. Б., 2012. Перше місце у XIV Всеукраїнському рейтингу «Книжка року 2012» (номінація «Візитівка. Краєзнавча і туристична література»)[2]
- М. Кальницкий «Зруйновані святині Києва: втрати та відродження» (2012)
- М. Кальницкий «Київ. Прикмети часу. 1890-ті роки» (2013)
- М. Кальницкий «Гимназии и гимназисты» (2014, книга III серії «Киевские истории» вид. «ВАРТО») (рос.)

Видання навчального профілю:
- Кальницький М. Б., Малаков Д. В., Юркова О. В. Нариси з історії Києва: Навч. посіб. для середніх загальноосвіт. навч. закл. — К.: Генеза, 2002. — 384 с.

Упорядник та автор тексту карт-схем:
- «Єврейські адреси Києва» (1998 і кілька перевидань українською та англійською мовами)
- «Польські адреси Києва» (2007)

Входив до авторських колективів ряду видань, серед яких:
- «Головні та міські архітектори Києва. 1799–1999» (1999, каталог виставки до двохсотріччя введення посади головного архітектора Києва)
- «Визначні пам'ятки Києва» (2005)
- «Київ. Парки, площі, вулиці» (2005)
- «Київ: Історико-біографічний енциклопедичний довідник» (2007)
- «Будівельно-архітектурний комплекс столиці» (2007)
- «Серце Києва — Шевченківський район» (2007)
- «Солом'янський район міста Києва вчора, сьогодні, завтра» (2010)

## Інтернет-публікації
- Один з авторів проєкту «Киевский календарь»[3]
- Будівельно-архітектурний комплекс столиці» (2007)
- Пушкін та Київ [Архівовано 30 жовтня 2012 у Wayback Machine.]
- Гоголь в Києві [Архівовано 24 квітня 2012 у Wayback Machine.]